# Chiesa di San Giacomo Apostolo (Zampis)
La chiesa di San Giacomo Apostolo si trova nel comune di Zampis, frazione di Pagnacco (UD).

## Storia
Si sa che a Zampis venne costruito nel 1674 un piccolo oratorio dedicato a Sant'Antonio.
Detto oratorio venne sostituito dall'attuale chiesa pochi anni dopo, nel 1688. Nel corso del XVIII secolo la chiesa fu oggetto di lavori di manutenzione e di migliorie.
Nel 1715 fu costruito il campanile e, due anni dopo, venne acquistata una campana di 228 libbre.
Nel 1923 sia la chiesa che il campanile vennero ristrutturati e, nel 1980 l'antica cuspide della torre campanaria fu sostituita da una uguale.